# Crinoïdeus
Els crinoïdeus o lliris de mar (Crinoidea, del grec krinon, 'lliri', i eidos, 'forma') són una classe de l'embrancament Echinodermata (equinoderms).
Com tots els equinoderms, tenen un esquelet calcari amb els elements organitzats seguint una simetria pentaradial, basada en el nombre cinc. Tanmateix, dins del grup dels equinoderms, són l'única classe en què l'adult és sèssil (immòbil), per bé que la majoria dels crinoïdeus actuals poden desplaçar-se lliurement i només tenen una tija vestigial.
Són suspensívors, és a dir, s'alimenten filtrant aigua amb els seus braços densament coberts de petits elements denominats pínnules que retenen el plàncton suspès a l'aigua.
Van ser molt abundants al Paleozoic i al Mesozoic, quan arribaven a formar grans «praderies» submarines. N'hi ha milers d'espècies fòssils i només uns centenars d'espècies actuals.

## Característiques

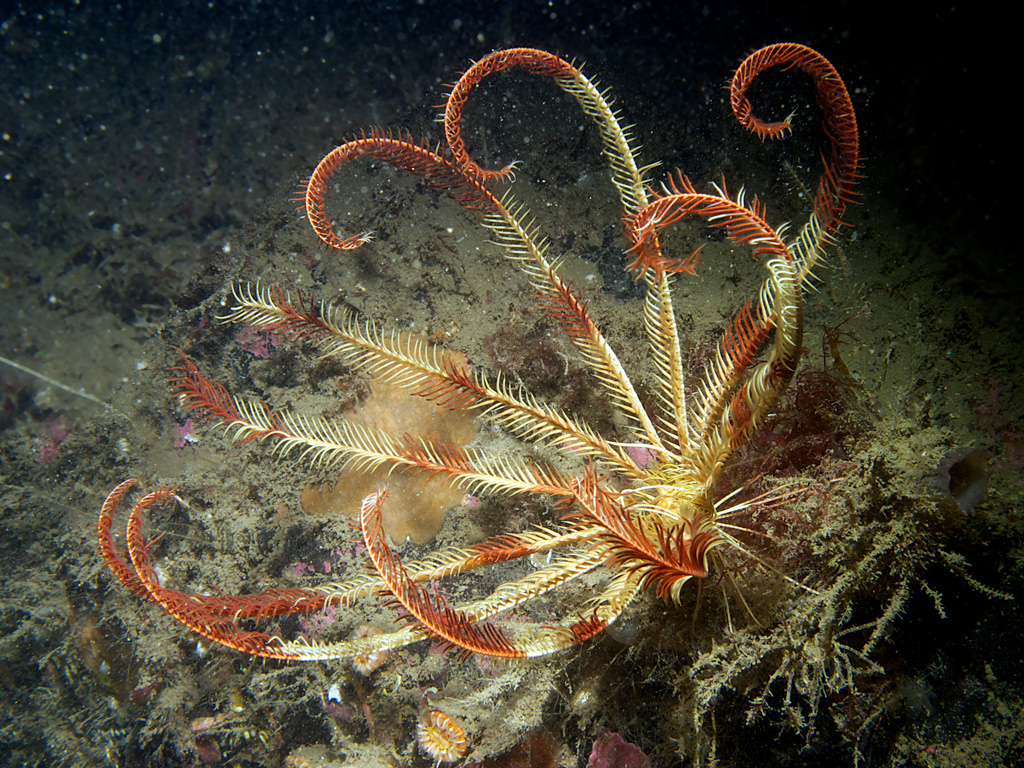
Leptometra celtica

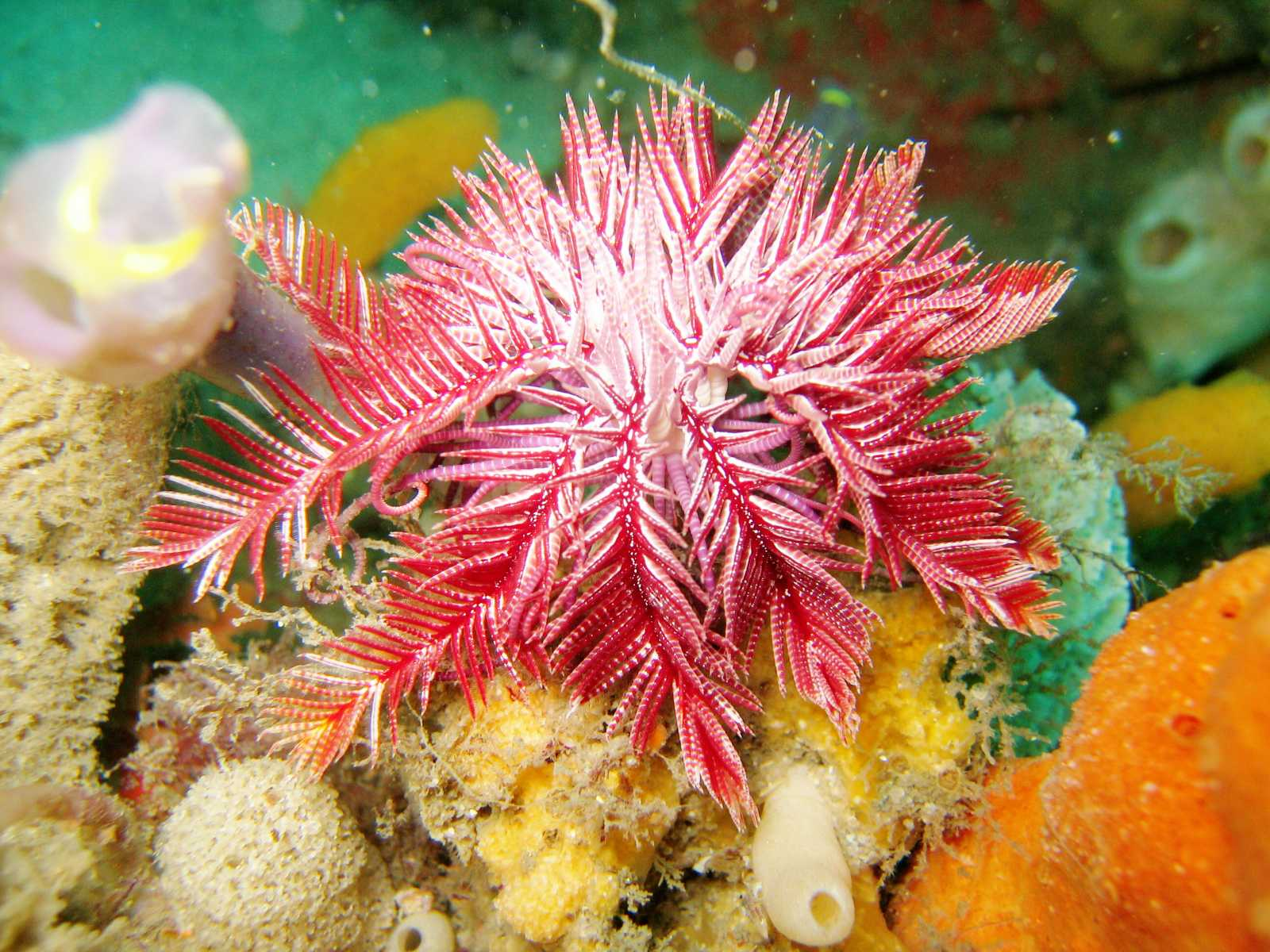
Ptilometra australis

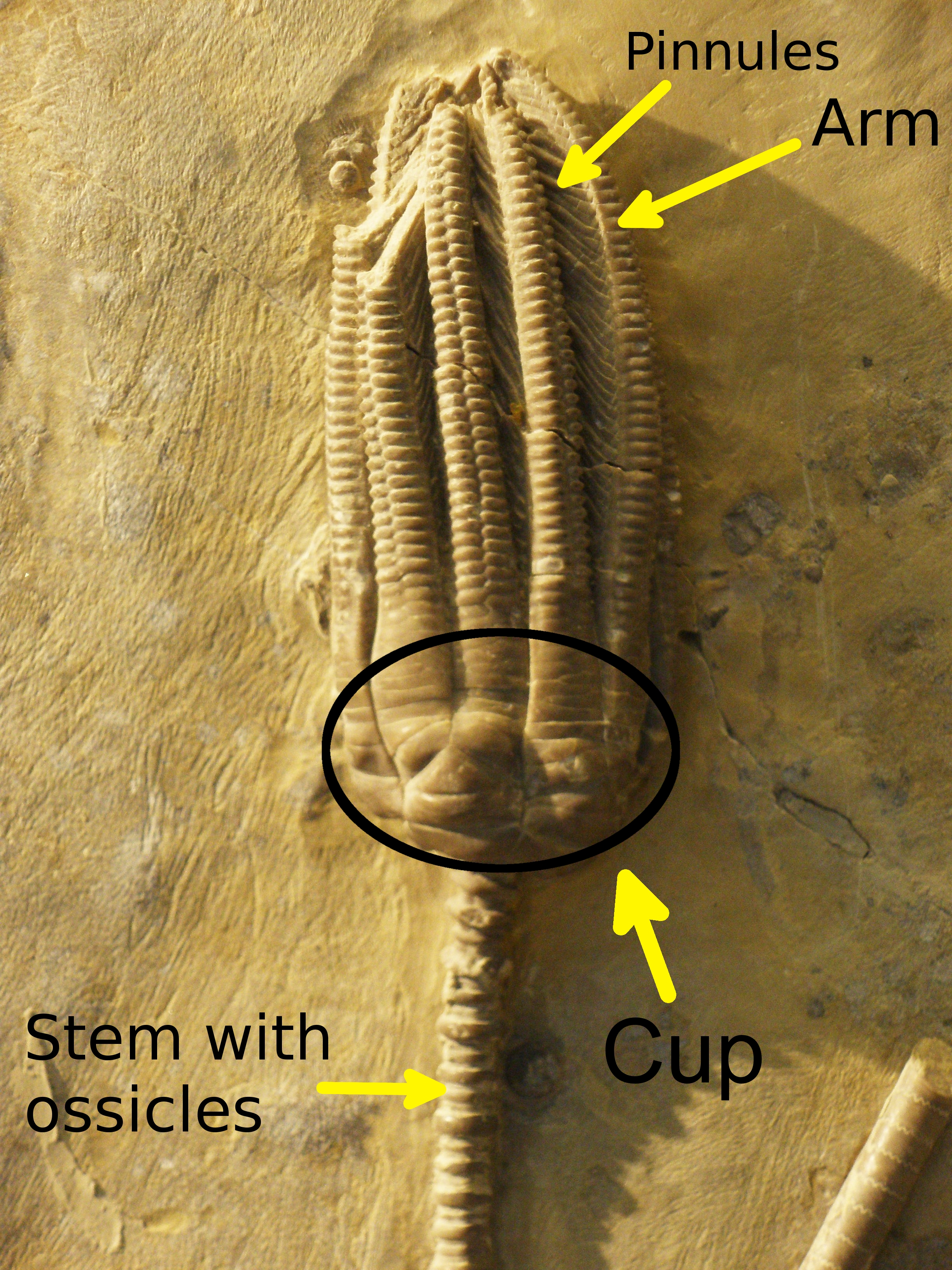
Fòssil de crinoïdeu on es poden apreciar els elements bàsics de la seva anatomia: braços amb pínnules, copa o calze i tija amb ossicles.

El cos dels crinoïdeus està format per un disc amb forma de copa o calze, compost de dos o tres anells de plaques fusionades. A l'interior, la cavitat alberga els aparells digestiu, vascular i reproductor. La boca, a diferència dels eriçons i les estrelles de mar, està situada a la part superior, en una posició central, i té un seguit de pínnules al voltant, modificades rígidament a manera d'espines protectores i formant una pinta. L'anus està situat lateralment en el disc.
Tenen simetria pentarradial. De la placa centre-dorsal parteixen 5 braços, que, normalment, es ramifiquen i subdivideixen en d'altres. Els braços es componen d'una sèrie de ossicles braquials, lligaments, músculs, i al seu interior tenen extensions dels sistemes nerviós, vascular i reproductor. La primera sèrie de ossicles, o primibraquial, neix de cadascuna de les cinc plaques radials de cada braç, les segones sèries neixen de l'últim ossicle primibraquial, del qual parteixen dues sèries, o secundibraquials, i així successivament.
Els braços, també anomenats raigs, estan pinnulats en un mateix pla, cosa que els dona l'aparença de plomes. Les pínnules s'utilitzen com a aparell circulatori, l'alimentació i la formació de les gònades.
En la seva part aboral, o inferior, les espècies de l'ordre Comatulida posseeixen uns apèndixs allargats per ancorar-se al substrat, denominats cirrus. Les espècies batials i abissals, pertanyents als ordres restants de les espècies vives, no en tenen, utilitzant per a ancorar un disc terminal o radix. Entre aquest ancoratge el calze desenvolupen una tija o columna, d'entre uns centímetres a un metre, composta d'articles anomenades columnals. En secció transversal, els articles columnals adopten forma circular, pentagonal, estelada, el·líptica o, rarament, hexagonal. En algunes espècies, la columna pot contenir fins a 350 articles columnals. Les espècies de l'ordre Isocrinida desenvolupen articles columnals modificades, anomenades nodals, que sustenten cinc cirrus, a manera d'apèndixs d'ancoratge.

## Història natural
Els crinoïdeus són animals bentònics que primitivament viuen fixats al fons marí mitjançant una llarga tija, per bé que la majoria de les espècies actuals tenen la tija reduïda i poden desplaçar-se.
Són suspensívors, és a dir, s'alimenten filtrant aigua amb els seus braços densament coberts de petits elements denominats pínnules que retenen les partícules suspeses a l'aigua, com ara foraminífers, petits crustacis i mol·luscs, i fitoplàncton.
Els crinoïdeus són dioics. La reproducció sexual es produeix per fecundació externa. Les larves, conegudes com a, evolucionen d'una simetria bilateral a simetria pentaradial, i presenten una tija, que en el cas del suborde Comatulidina perden en madurar.
La majoria dels crinoïdeus, tenen la capacitat d'autoamputar-se un braç, en situacions de perill per a l'animal, facultat denomina autotomia i, en el cas que ens ocupa, es combina amb una altra capacitat, la de regenerar-se per complet a continuació. Sovint, en substitució del braç amputat, desenvolupen dos nous braços. A part dels braços, també poden regenerar els cirrus, les pínnules o l'intestí.

## Taxonomia
La classe Crinoidea inclou cinc subclasses, quatre d'elles conegudes exclusivament pels seus fòssils; només una ha arribat als nostres dies:
- Subclasse Camerata Wachsmuth & Springer, 1885 †
- Subclasse Cladida Moore & Laudon, 1943 †
- Subclasse Disparida Moore & Laudon, 1943 †
- Subclasse Flexibilia von Zittel, 1895 †
- Subclasse Articulata Simms, 1988